# Potin
Il potin, conosciuto anche come bronzo bianco, è una lega di rame con alta concentrazione di stagno o di piombo, in cui sono presenti a volte tracce di altri metalli.

## Uso nella monetazione celtica

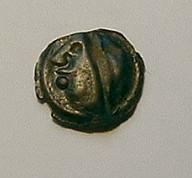
Potin à la grosse tête, moneta celtica attribuita ai Sequani, ritrovata a Étrelles-et-la-Montbleuse, in Franca Contea.

Questa lega era usata da alcune popolazioni celtiche per la produzione delle loro monete o tessere di scambio utilizzate nei rapporti commerciali.
Di solito, le monete in potin erano ottenute per fusione e non per coniazione. L'uso di questo tipo di monete è attestato soprattutto nel nord delle Gallie, ma esemplari ne sono stati ritrovati anche durante gli scavi dell'oppidum di Manching.
I potin sono stati prodotti essenzialmente dai Celti che abitavano in Gallia, dopo aver migrato verso ovest per un certo numero di secoli dalla loro patria originaria in Europa centrale. Erano fabbri esperti e aratori che avevano trasformato un paesaggio alberato e terreni incolti in una terra fertile.